# Diepenbeek
Diepenbeek este o comună din regiunea Flandra din Belgia. Suprafața totală a comunei este de 41,19 km². La 1 ianuarie 2008 comuna avea o populație totală de 18.001 locuitori. 
1. ↑  Crossroad Bank of Enterprises, accesat în 20 iulie 2023